# 麦氏点
麦氏点（McBurney point）是脐与右髂前上棘连线的中外1/3交界处，是阑尾最常见的体表投影点，大致相当于阑尾和盲肠的连接处（或称阑尾根部）。
在麦氏点的压痛被称为麦氏徵候（McBurney's sign）或麦氏点压痛（McBurney point tenderness），是急性阑尾炎的徵候。